# 硒化锡
硒化锡是锡(IV)的硒化物，化学式为SnSe2。难溶于水，可溶于碱和浓酸。

## 制备
硒化锡可由单质直接化合得到：
Sn + 2 Se → SnSe2